# مكتب الأركان الحربية الشاهانية
مكتب الأركان الحربيَّة الشاهانيَّة (بالتُركيَّة العُثمانيَّة: مكتب اركان حربيه شاهانه) أو مكتب الأركان الحربيَّة (بالتُركيَّة العُثمانيَّة: اركان حربیه مكتبی) اختصارًا، هي كُليَّة الأركان الحُكوميَّة العُثمانيَّة التي خُصِّصت لتدريب وتخريج ضُبَّاط جُيُوش الدولة بعد سنتين من الدراسة. تأسست سنة 1846م خلال عهد السُلطان عبد المجيد الأوَّل، ضمن موجة التظيمات التي هدفت لتطوير مرافق الدولة وأجهزتها المُختلفة. وقعت في العاصمة إستنبول، وتخرَّجت أولى دفعاتها سنة 1849م.